# Skënder Gjinushi
Skënder Gjinushi (ur. 24 grudnia 1949 we Wlorze) – albański polityk i matematyk, przewodniczący prezydium parlamentu w latach 1997-2001, wicepremier i minister pracy i polityki społecznej w latach 2001-2002, minister edukacji w latach 1987-1991.

## Kariera naukowa
Syn oficera armii albańskiej Et'hema Gjinushiego. W latach 1968-1972 studiował matematykę na Uniwersytecie Tirańskim. Po ukończeniu studiów odbył specjalizację na Université Pierre et Marie Curie w Paryżu, gdzie w 1977 obronił pracę doktorską. Do 1987 wykładał na wydziale nauk o ziemi Uniwersytetu Tirańskiego. W 1986 uzyskał tytuł profesora. Zajmował się analizą funkcjonalną, tej tematyce poświęcił dwie książki i kilkanaście artykułów naukowych. Od 1989 członek Albańskiej Akademii Nauk, w 2019 objął funkcję jej prezesa. Za jego kandydaturą głosowało 35 członków Akademii, 6 było przeciwnych. W październiku 2023 został ponownie wybrany na to stanowisko.

## Działalność polityczna
W 1987 objął stanowisko ministra edukacji, które sprawował przez 4 lata. W tym samym roku uzyskał mandat deputowanego do Zgromadzenia Ludowego. Mandaty do parlamentu zdobywał także w wyborach 1996 i 1997 roku. W roku 1997 objął stanowisko przewodniczącego prezydium albańskiego parlamentu. 24 lipca 1997 przez kilka godzin pełnił funkcję prezydenta Albanii. W latach 2001-2002 pełnił funkcję wicepremiera i ministra pracy i polityki społecznej w rządach Ilira Mety i Pandelego Majko.
Był przewodniczącym Socjal-Demokratycznej Partii Albanii od jej powstania w 1991 do 2003. W 2009 zakończył karierę parlamentarną.

## Publikacje
- 1986: Bazat e topologjisë së përgjithshme (Podstawy topologii ogólnej)
- 1988: Analiza funksionale (Analiza funkcjonalna)
- 1992: Probleme të analizës funksionale (Problemy analizy funkcjonalnej)